# サリチルアルデヒド
サリチルアルデヒド (salicylaldehyde) とは、有機化合物の一種で、ベンズアルデヒドのオルト位（2位）がヒドロキシ基で置換された構造を持ち、即ちヒドロキシベンズアルデヒドの異性体のひとつである。合成中間体、香料などの用途に利用される無色の液体で、アーモンド様な苦みのある臭いを持つ。消防法による第4類危険物 第3石油類に該当する。
フェノールに対しクロロホルムと強塩基が作用するとサリチルアルデヒドが生成する。この反応はライマー・チーマン反応と呼ばれる。工業的にはα-クレゾールから合成される。
分子内のアルデヒド基とフェノール性ヒドロキシ基で水素結合を完結させるため、水にほぼ不溶、エタノール、エーテルなどの有機溶媒に易溶である。
2分子のサリチルアルデヒドがエチレンジアミンと縮合したイミンはサレンと呼ばれ、配位子として有機金属化学で利用される。
香料としてはバター、カラメル、ナッツ、シナモンやフルーツ系のフレーバーに少量使用されるほか、クマリンの合成原料としての用途もある。
ラットに対する急性経口毒性は半数致死量0.9mg/kg、ウサギに対する急性経皮毒性は半数致死量3.0mg/kg。